# Толна
Толна (угор. Tolna) — медьє в центральній Угорщині. Адміністративний центр — Сексард. Межує з медьє Шомодь, Бараня та Бач-Кишкун.

## Райони медьє
До складу медьє входить п'ять районів.
| Район               | Оригінальна назва    | Адм. центр | Площа (км²) | Жителів | Муніципалітетів |
| ------------------- | -------------------- | ---------- | ----------- | ------- | --------------- |
| Боньхадський район  | Bonyhádi kistérség   | Боньхад    |             | 29737   | 21              |
| Домбоварський район | Dombóvári kistérség  | Домбовар   |             | 34952   | 16              |
| Пакшський район     | Paksi kistérség      | Пакш       |             | 50016   | 14              |
| Сексардський район  | Szekszárdi kistérség | Сексард    |             | 88488   | 26              |
| Тамашський район    | Tamási kistérség     | Тамаші     |             | 42157   | 32              |

## Міста
- Сексард (адміністративний центр медьє)
- Домбовар
- Пакш
- Боньхад
- Толна
- Тамаші
- Дунафюльдвар
- Батасек
- Шимонторнья